# Список национальных парков Черногории
В Черногории 5 национальных парков.

## Список

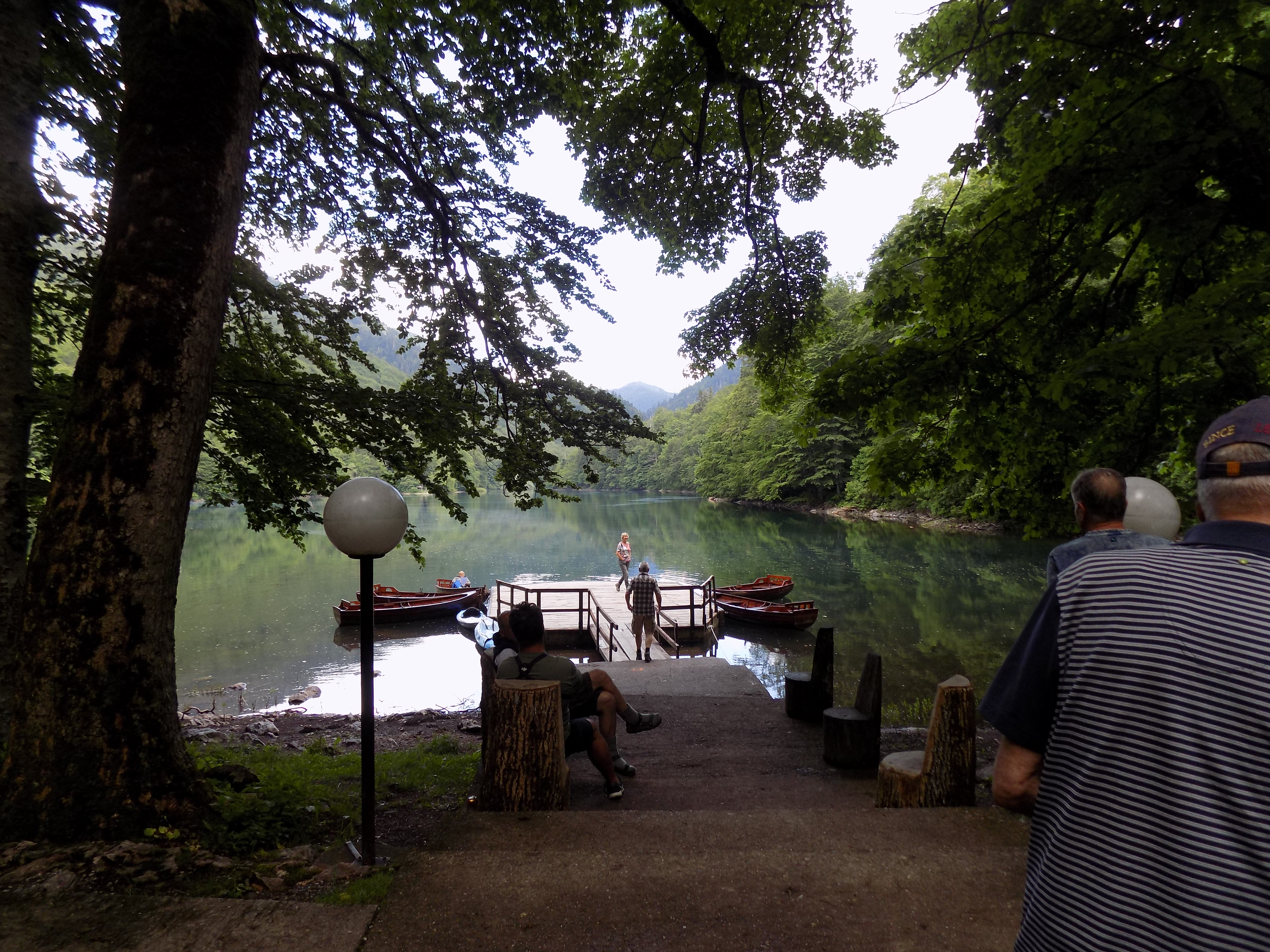
Национальный парк Биоградска-Гора

### Биоградска-Гора
Расположен в горном районе между долинами рек Тара и Лим. Площадь — 54 км² + лес 1600 га, склоны и вершины гор, 6 ледниковых озёр, 5 из них расположены на высоте 1820 м и одно — Биоградское озеро — у входа в парк.

### Дурмитор
Национальный парк создан в 1952 году и включает в себя горный массив Дурмитор, каньоны рек Тара, Сушица и Драга, а также верхнюю часть плато Комарница. В 1980 году внесён в список Всемирного наследия ЮНЕСКО.

### Ловчен
Национальный парк охватывает центральную и самую высокую часть горного массива Ловчен. Площадь — 62,2 км². Создан в 1952 году для защиты природы.

### Проклетие
Национальный парк расположен в центральной части горной цепи. Площадь — 16 630 га. Создан в 2009 году.

### Шкодер
Одноимённое озеро Балканского полуострова, располагается на территории Черногории и Албании. В 1983 году был создан национальный парк площадью 40 тыс. га в Черногории. А 2 ноября 2005 года в Албании был создан заповедник общей площадью 23 тыс. га.